# Boris Papandopulo
Boris Papandopulo (ur. 25 lutego 1906 w Bad Honnef, zm. 16 października 1991 w Zagrzebiu) – chorwacki kompozytor i dyrygent.
Studiował w Zagrzebiu i Wiedniu; działał jako dyrygent w Sarajewie, Rijece, Zagrzebiu i Splicie.
W swojej twórczości nawiązywał do muzyki folkloru bałkańskiego (serbsko-chorwackiego oraz macedońskiego), dzięki czemu jego kompozycje charakteryzują się niepowtarzalną, mistyczną atmosferą.